# Benjamin Bocio
Selin Benjamin Bocio Richardson (* 27. April 1996 in Santo Domingo), besser bekannt als Benjamin Bocio, ist ein dominikanischer Sozialunternehmer, Zahnarzt und Aktivist, der dafür bekannt ist, einkommensschwachen Gemeinden in der Dominikanischen Republik Zugang zur Gesundheitsversorgung zu gewähren.

## Leben
Bocio absolvierte die Highschool, studierte Zahnmedizin und wurde an der Iberoamerikanischen Universität (UNIBE) von Santo Domingo promoviert.
Er engagiert sich in der Armutsbekämpfung. Als er 14 Jahre alt war, verursachte das Erdbeben in Haiti 2010 einen Mangel an Gesundheitsressourcen im Bereich der Grenze zwischen Haiti und der Dominikanischen Republik. Nach dem Erdbeben beschloss Bocio, mit seinem Vater die gemeinnützige Organisation „Fundación Medica Bocio“ (FUMEBO) zu gründen, die sich der Bereitstellung von Gesundheitsressourcen für einkommensschwache Gemeinden in der Dominikanischen Republik widmet, insbesondere in der südlichen, verarmten Region des Landes.
Die Stiftung versorgte bislang mehr als 70.000 Patienten ohne hochwertigen Zugang zu primären Gesundheitsdiensten, Medikamenten und wichtigen Ressourcen in den ärmsten Gemeinden der Dominikanischen Republik. Die Stiftung hat eine Allianz mit einem der wichtigsten Krankenhäuser des Landes.
Bocio ist Jugendbotschafter des Friedensnobelpreisträgers Muhammad Yunus, mit dem er gemeinsam Reisen unternimmt und sich für soziale Gerechtigkeit, insbesondere in der Gesundheitsversorgung, einsetzt.

## Auszeichnungen und Ehrungen
2019 vertrat Bocio die Dominikanische Republik in London auf dem wichtigsten Gipfel für junge Führungskräfte der Welt One Young World. Auf dem Gipfel war er der einzige Lateinamerikaner, der als Delegiertenredner ausgewählt wurde.
Bocio wurde von der dominikanischen Regierung mit dem National Voluntary Solidarity Award ausgezeichnet. Er wurde auch als einer der 50 aufstrebenden Führer des marokkanischen Policy Center For The New South unter der Schirmherrschaft von König Mohammed VI. angesehen.